# Lista över Sydsudans presidenter
Sydsudans president är landets statschef, regeringschef och överbefälhavare efter att självständigheten från Sudan erhölls år 2011.
Innan dess från 1972 var presidenten den högste styresmannen i den autonoma region som kom att bli Republiken Sydsudan.
| Bild | Namn       | Tillträde   | Frånträde |  |
| ---- | ---------- | ----------- | --------- |  |
|      | Salva Kiir | 9 juli 2011 |           |  |